# 郑永年
鄭永年（1962年2月11日—），政治經濟學家、香港中文大學（深圳）校長講座教授、公共政策学院院长、前海國際事務研究院院長。他曾任英國諾丁漢大學中國政策研究所教授。此外，他是《China: An International Journal》期刊編輯，也是新加坡國立大學東亞研究所所長兼教授，直到他於2020年因涉嫌性行为不端一事而辞职。

## 生平
鄭永年是浙江省余姚县（今宁波市辖余姚市）人。鄭永年于北京大學獲得國際關係學學士（1985年）、政治科學碩士（1988年），并留校任教。後赴美國留學獲普林斯頓大學政治科學碩士和博士（1995年）。
其主要興趣或研究領域為民族主義與國際關係；東亞國際和地區安全；中國的外交政策；全球化、國家轉型和社會主義；技術變革与政治轉型；社會運動與民主化；比較中央地方關係；中國政治。
鄭永年參與創辦了英国诺丁汉大学中国政策研究所，並曾任其首任研究主管及教授级研究员、华南理工大学公共政策研究院学术委员会主席。
鄭永年在進行學術研究的同時，經常在報刊及其它媒體發表自己的評論。他在1997年到2006年擔任過香港《信报》的专栏作家，2004年开始在新加坡《联合早报》撰写专栏。
2020年9月23日，香港中文大學（深圳）舉辦全球與當代中國高等研究院成立儀式，鄭永年擔任院長。2024年7月，该校成立公共政策学院，郑永年担任首任院长。

## 观點
鄭永年在中国中央电视台播出的大型纪录片《大国崛起》中作为专家接受过采访，曾經聲稱 大国外部的崛起的必然是它内部力量的一个外延，此外，若國家制度不健全，就難以成為可持續的大國。
鄭永年是亨廷顿文明衝突論和福山歷史終結論的極力反對者，認為此兩者的觀點偏頗和短視；他也認為，所謂「普世價值」是帶有侵略性的政治口號，並在世界各地釀成災難後無法收拾。其所寫的《中國模式經驗與挑戰》一書於2010年成為了中共中央黨校指定教材。
鄭永年認為，民主制不必然等於普選。其核心觀點認為民主有多重不同版本與定義，並非歐美有單一定義權並且認為自己的制度就是最後完美模式，並且認為不是民主法治而是法治民主，法治在前，因為先有民主之後產生法治的國家在世界上連一個範例也沒有，比如許多拉美、非洲国家二战后就有投票、多党制、宪政、自由媒体但依然國力衰弱法律混亂，而日本明治维新，新加坡的李光耀，甚至歐美自己都是先有法治觀念深入社會和經濟適當發展解決溫飽，之後再轉型由君主帝制到民主，反而較上軌道，但他同時也認為這個表像有欺騙性，因為多党制民主已經遇到新時代困境也提不出解決方案，在可見之年有可能逐漸被歷史放棄，因為多黨型民主在一定条件下是好的，所以如果条件變了，這種民主也会是非常糟糕的一个政体，此外，民主制不必然等於普選；在人均GDP過低的情況下推行普選，公民易被收買，無法作出理性選擇。
郑永年認為，中國目前執行的制度其實是傳統儒家為主、法家為輔的儒法制度變形，皇权是被垄断的，但「官权」是向全社会开放的，只要科举考试考得好的话都可以進入官場，只是传统的皇权转变成现在的党权，传统的皇权是以个人家族血統傳承驅動，黨則是一個意識形態組織，較大程度壓減了血統效果；皇帝不再需要姓同一個姓，可以從較大人群範圍內遴選；也就是透過「开放的一党制」達成內部多元性的競爭，尤其2012年習近平就任中共中央總書記後成立了多個領域的領導小組吸收基層民意，本質是一種內部多黨制競爭辯論，但為了免除無意義無限期的辯論內耗，爭議點最後由最高領導人來下最終裁決，決定後大家就口徑一致對社會推行，但西方的外部多元制，不同意見就各自立黨變成多黨，裁決由四年一次的普選來總裁判，反而相對粗糙，而且其容易產生多年的內耗空轉。
鄭永年在《未來30年》一書表示他認為，中國總體戰略路徑已經清晰了，毛泽东的30年主任务是分裂和混亂国家的整合；邓小平的30年基本是在搞经济建设，把物質生產力總量衝上來，把一个穷国变成全世界第二大经济体。那下一個30年就是社会和制度理論成形自己的一條特色道路。这也需要30多年的时间驗證經濟上採共產加市場混合制，政治上採一黨加內部多元混合制，吸收過去百年來世界兩大陣營之所長來融合改進；若是能成功，則中國將形成自己的整套意識形態體系傲立於世界上，達成中華民族的偉大復興。

## 研究·出版物（部分）
- 《論中央-地方關係 : 中國制度轉型中的一個軸心問題》（与吴国光合著，香港：牛津大學出版社，1995）ISBN 0195873564
- Discovering Chinese nationalism in China : modernization, identity, and international relations （Cambridge and New York: Cambridge University Press, 1999）ISBN 0521641802
- Will China become democratic? : elite, class and regime transition (Singapore, London and New York : Eastern Universities Press , 2004) ISBN 9812103538
- Globalization and state transformation in China (Cambridge and New York: Cambridge University Press, 2004) ISBN 0521830508
- De Facto Federalism in China : Reforms and Dynamics of Central-Local Relations (Singapore and New Jersey : World Scientific, 2007 ) ISBN 9812700161
- "Technological Empowerment: The Internet, State, and Society in China" (Stanford University Press, 2007) ISBN 0804757372
- The Chinese Communist Party as Organizational Emperor: Culture, Reproduction, and Transformation (London: Routledge, December 2009) ISBN 9780415559638

## 争议

### 關於「斷水終結香港亂局」的言論
2019年香港反修例示威之際，鄭永年以新加坡國立大學教授的身分接受黨媒《人民日報》海外版旗下公眾號「俠客島」訪問。談及示威應如何收場時，表示「从整体来说，香港这些人成不了气候。我一个朋友是新加坡前高官，他就说，你只需要威胁断水就好了。因为新加坡人很敏感，马来西亚不给喝水就麻烦。」，同時強調稱「这当然是玩笑说法」。隨後，中國大陸媒體開始轉載此篇訪問，澎湃新聞更將標題修改為“人民日报采访郑永年：断水可终结香港乱局”，導致大量媒體效仿。鄭永年的言論因此在海外引發巨大爭議，被批「沒人性」，亦被譏諷為「鄭斷水」。鄭永年隨後發表聲明，批評「中國國內一些媒體」對其談話斷章取義，表示「在香港問題日益嚴峻的敏感時刻，這種『標題黨』的做法，嚴重侵犯」了他的名譽權，「並嚴重扭曲、惡化了陸港兩地民衆的對立情緒，造成了極其惡劣的影響」，要求其刪文道歉，並且強調將保留追究法律責任的權利。

### 被指控性骚扰
2020年8月，新加坡国立大学东亚研究所的一名工作人员指控郑永年早在2018年5月就性骚扰。控告者在推特上自称“夏洛特”，并透露她在“经过一年的斗争”后于2019年5月向警方举报郑永年。据原告称，郑在2020年5月收到了“违反谦虚罪”的警告。她还声称，东亚所对于郑的所谓行为“心知肚明”，但却“[假装]不知道”，并且对她采取“欺凌和报复”的手段。
2020年9月初，新加坡国立大学（NUS）证实，郑永年已在调查期间辞去东亚研究所的职务，并且被批准休假直到合同期满（2020年9月）为止。新加坡国立大学于2021年4月7日发表声明，正式公布对国大东亚所前所长郑永年被指控非礼案的调查结果，根据报道公布的内容，针对郑永年的性骚扰指控都没有证据证明属实，然而，国大声明表示，郑永年在工作会议上，未经同意拥抱东亚所女职员，这个行为在“专业环境下不合适”，违反了国大职员行为守则，根据大学规定，相关处分为是给予当事人书面警告，但因为郑永年已在今年9月离任，国大将此次的内部调查结果记录在案，也已經通知了他。後來郑永年通过其律师否定了这一指控的正確性，並且聲稱辭職一事與關於另一起涉嫌性行为不端的事件的指控無關。

## 批評
奉信自由主义的學者秋风曾經猛烈地批評了鄭永年，聲稱他「变态」等等，相關言論引發了爭議，政評人周西表示他認為儘管秋风所發表的言論有不妥之处，不過相關的批評意見是有根有據的，周西也批駁了鄭永年所提出的一些説法。
中国大陆经济学教授余智在一篇文章中詳細地抨擊了鄭永年所發表的〈国家要像个国家的样子〉一文。